# Pneumatopteris tobaica
Pneumatopteris tobaica är en kärrbräkenväxtart som beskrevs av Holtt. Pneumatopteris tobaica ingår i släktet Pneumatopteris och familjen Thelypteridaceae. Inga underarter finns listade.